# دهن الدجاج

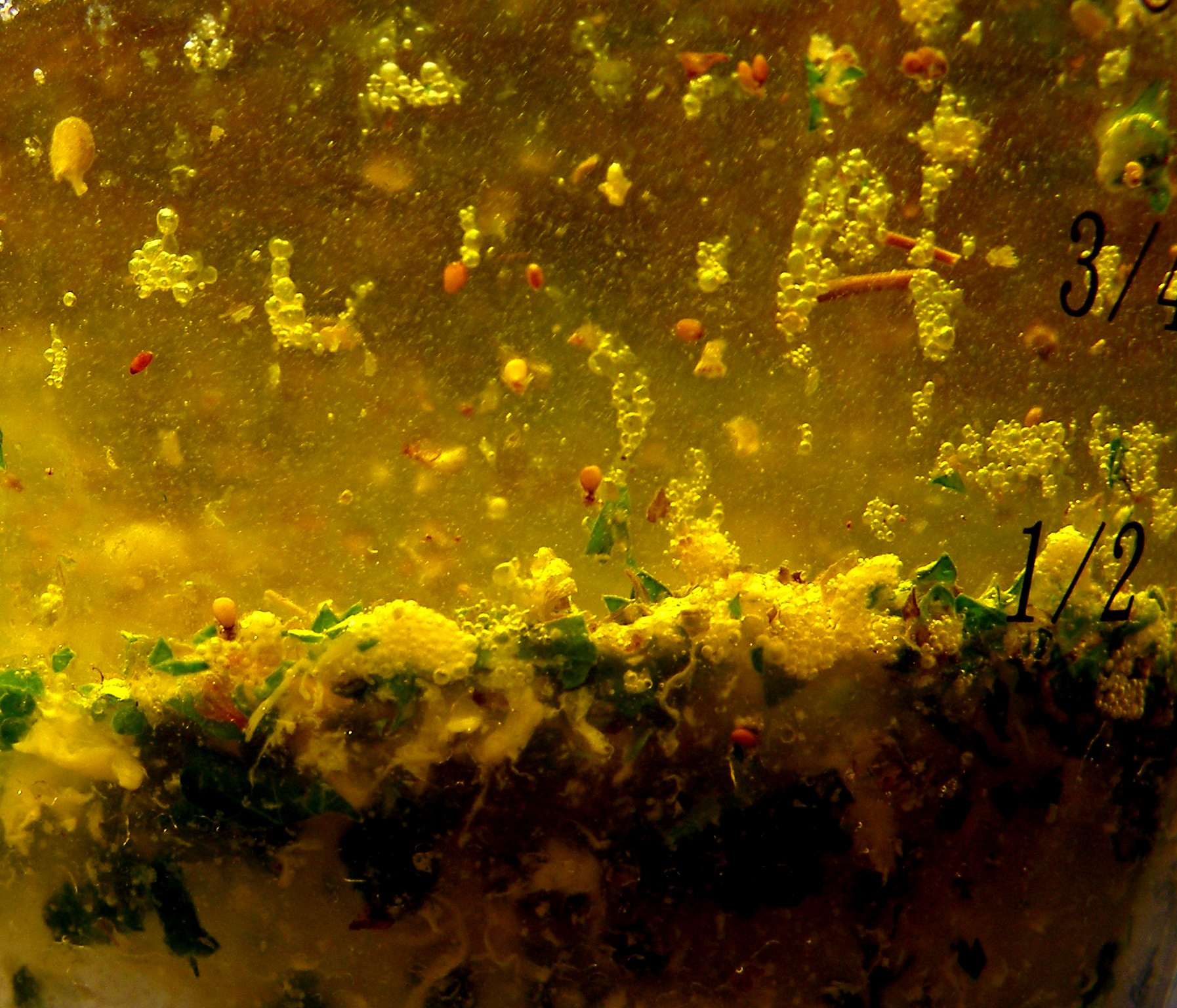
دهون الدجاج

دهن الدجاج هو الدهن الناتج (عادة كمنتج ثانوي) من اختلاص الدجاج ومعالجته. من بين العديد من المواد ذات المصدر الحيواني، لوحظ أن دهن الدجاج يحتوي على نسبة عالية من حمض اللينوليك، وهو حمض دهني أوميغا 6. تتراوح مستويات حمض اللينوليك ما بين 17.9٪ و 22.8٪.
انه من المنكهات الشائعة، وهو مكون رئيسي أو اضافي لحساء الدجاج. وغالبا ما يستخدم في أغذية الحيوانات الأليفة، وقد استخدم في إنتاج وقود الديزل الحيوي،  طريقة واحدة لتحويل دهون الدجاج إلى وقود الديزل الحيوي هي من خلال عملية تسمى المعالجة فوق الحرجة للميثانول.